# Ludwig Krempl
Ludwig Krempl (* 21. August 1855 in Sankt Peter-Freienstein; † 13. September 1926 in Leoben) war ein steirischer Geschäftsmann und Bauherr. 1904 errichtete er das erste Elektrizitätswerk in Leoben.

## Leben

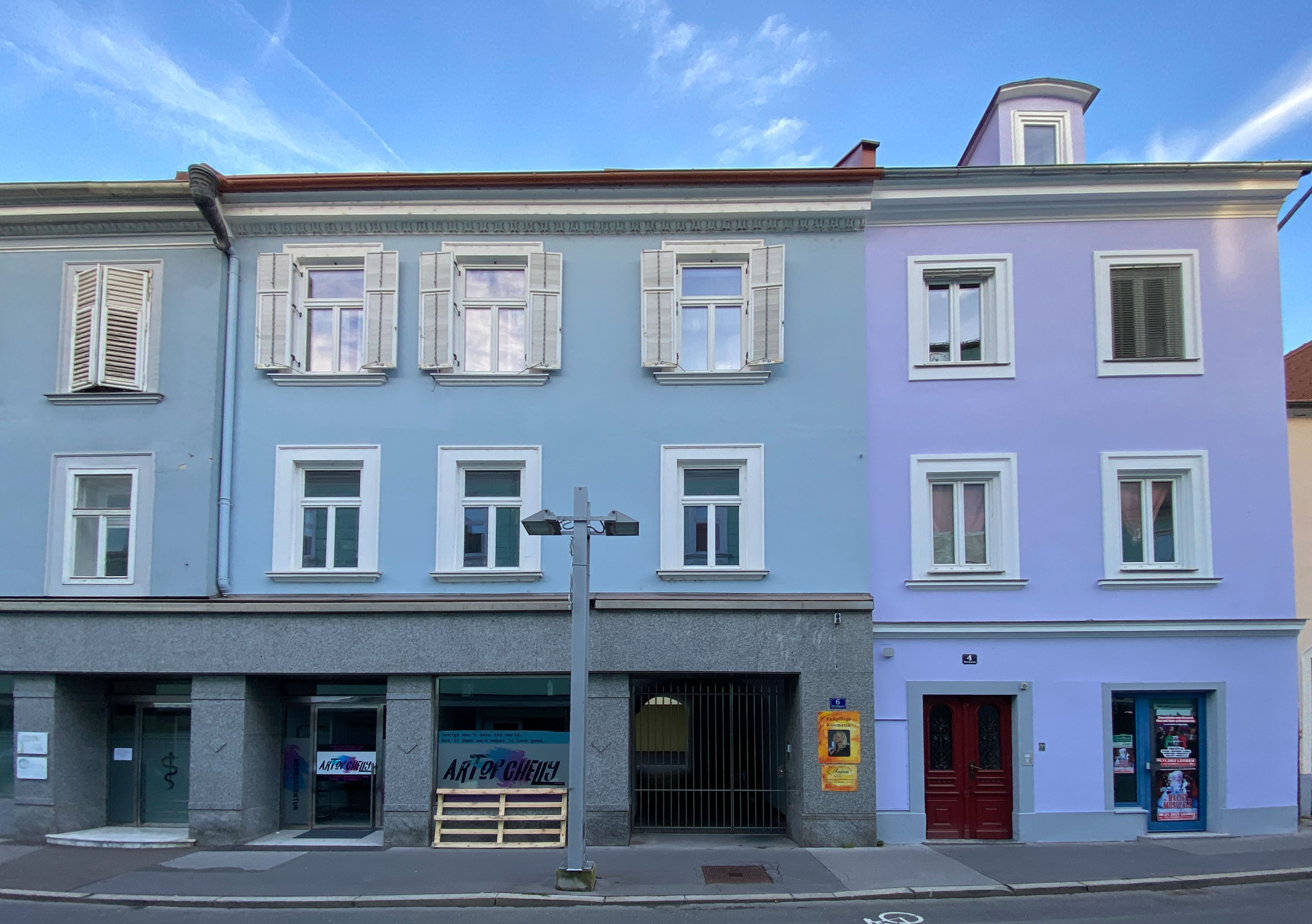
Straußgasse 6: Einstiger Standort Krempls Gemischtwarengeschäfts

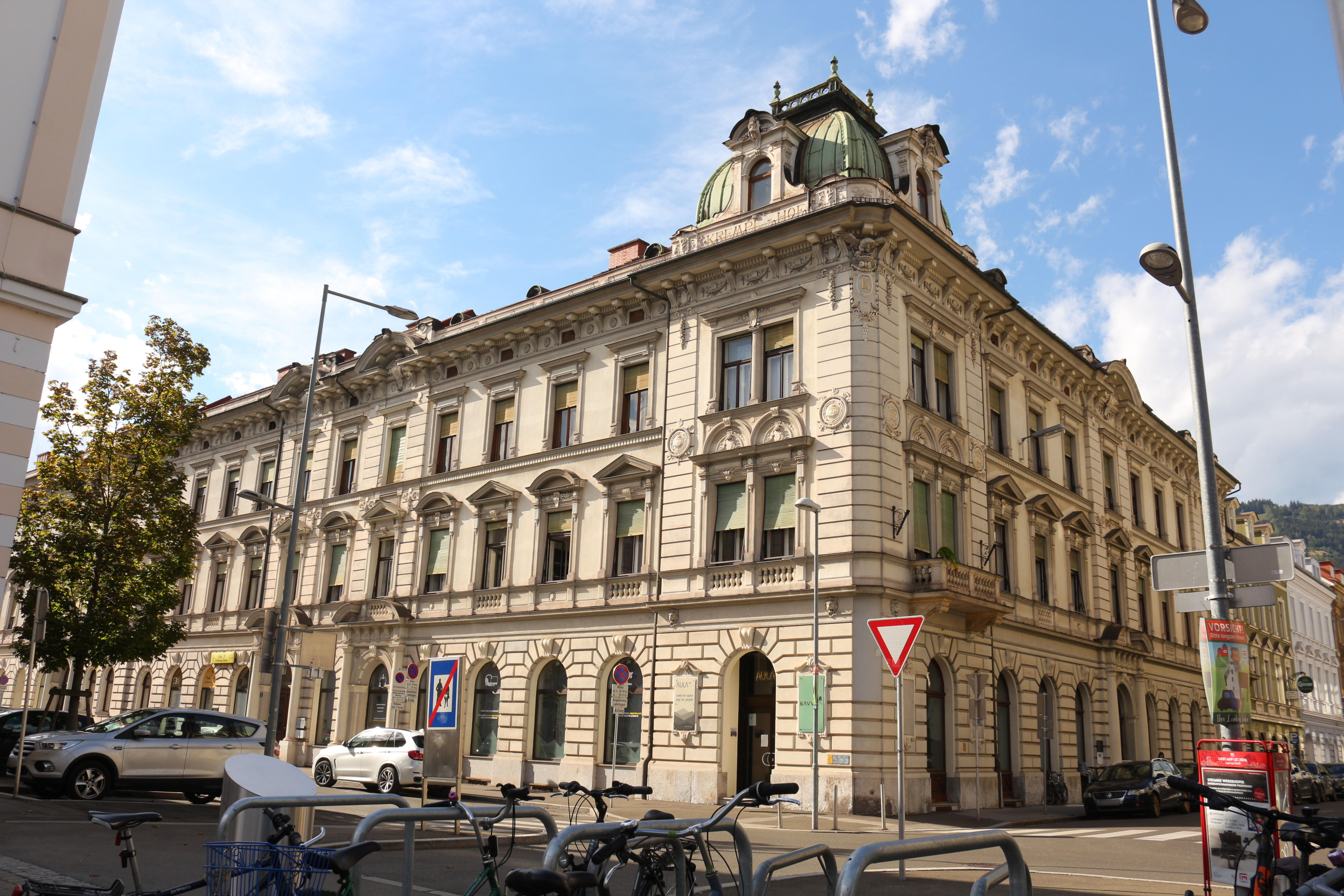
Der Kremplhof

Stammbaum von Ludwig Krempl

### Junge Jahre
Ludwig Krempl war Sohn von Anton Krempl („Paßler“) und dessen Gattin Maria. Er besuchte die Unterrealschule in Graz, bevor er in Geschäftshäusern in Leoben, Graz und Wien tätig war und schließlich 1877 sein erstes Gemischtwarengeschäft in der Leobner Straußgasse 6 erwarb. Mit Bertha Girstmayr hatte er sieben Kinder.

### Wirtschaftlicher Aufschwung
Krempl eröffnete in Leoben, Sankt Michael in Obersteiermark, Kraubath an der Mur, Sankt Peter-Freienstein, Göss und Vordernberg weitere Geschäfte und erwarb 1888 die einstige „Säckelmühle“ nahe der Leobner Winkelfeldbrücke. In den 1890er Jahren gründeten er und sein Schwager Eduard Girstmayr das erste Bank- und Wechselgeschäft seiner Art in der Leobner Straußgasse, das an der Überführung der Brauerei Göss in eine Aktiengesellschaft 1893 beteiligt war. Er erwarb das noch heute bestehende Hotel „Kindler“ und erweiterte es um eine Weinhandlung. 1897 beauftragte er den Grazer Architekten Josef Hötzl mit der Planung des gründerzeitlichen „Kremplhofs“ in der Leobner Erzherzog-Johann-Straße.

### Elektrizitätswerk Krempl
Als wirtschaftlich wichtigstes Werk im Leben Krempls gilt die Errichtung des ersten Elektrizitätswerks Leobens 1904, das am 15. März 1905 in Betrieb ging und den Grundstein für die Elektrifizierung der Stadt legte.

### Weitere Tätigkeiten
Ludwig Krempl war außerdem Verwaltungsrat der Gösser Brauerei, von 1908 bis 1916 Vorstand des Leobner Wirtschaftsvereins und Mitglied in der Handels- und Gewerbekammer. 1914 erwarb er die „Holzstoff-, Pappen- und Papierfabrik Gmeingrube“, die sein Sohn Gustav leitete, und ein Jahr vor seinem Tod das Weingut „Rebenhof“ in Ehrenhausen.

## Ehrungen

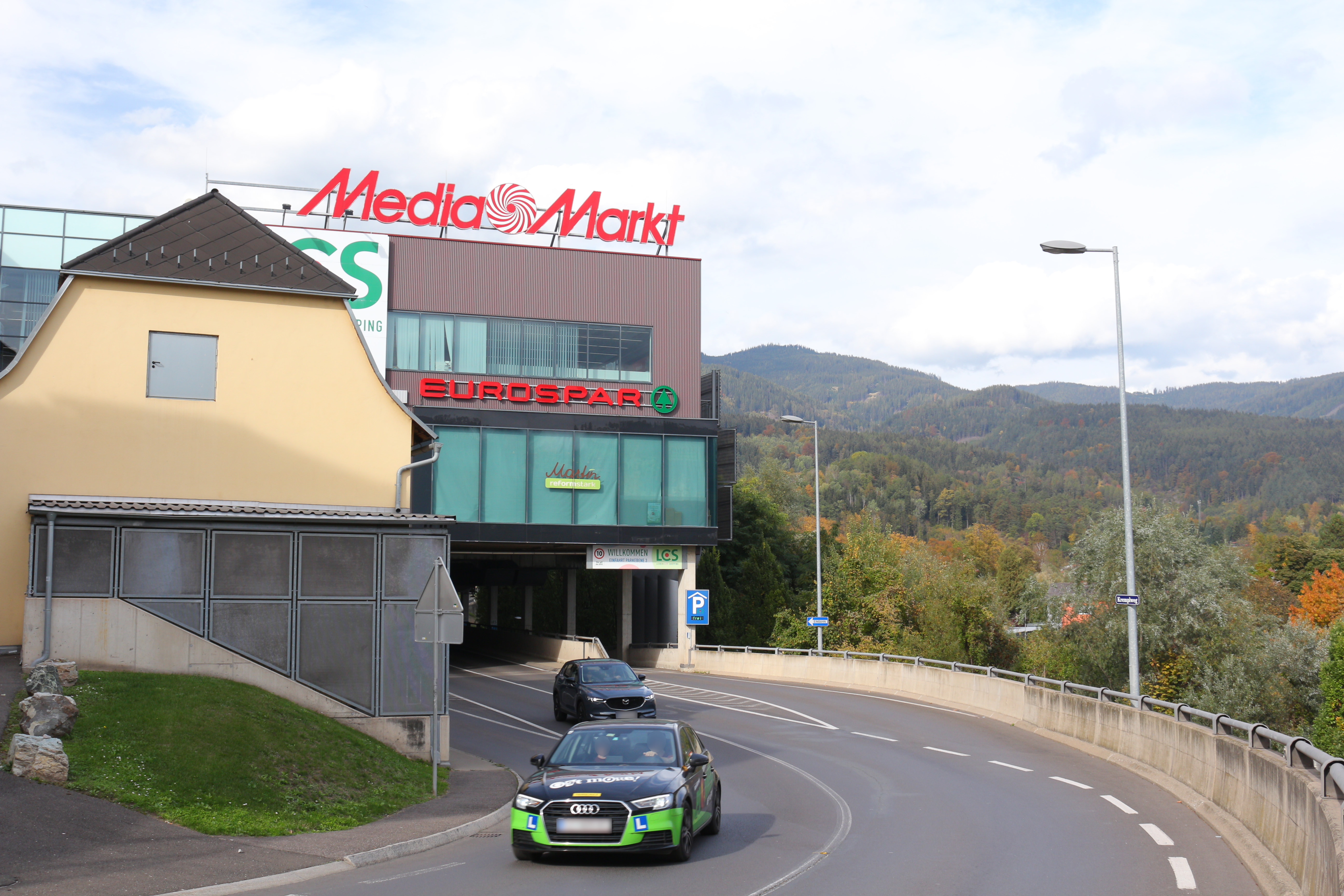
Der Kremplweg in Leoben

- Ritterkreuz des Franz-Joseph-Ordens für seine Verdienste in der Handels- und Gewerbekammer
- Verleihung des Titels Kaiserlicher Rat für sein Wirken in der Gemeinde- und Bezirksvertretung
- 1951 wurde der „Kremplweg“ in der Nähe der Leobner Winkelfeldbrücke nach Ludwig Krempl benannt – hier nahm er 1905 das Elektrizitätswerk in Betrieb[1]